# Arp 148
Arp 148, così come classificato nell'Atlas of Peculiar Galaxies, anche noto come Oggetto di Mayall, è il risultato dell'interazione fra due galassie in collisione a circa 450 milioni di anni luce dalla Terra nella costellazione dell'Orsa maggiore. Fu scoperto dall'astronomo statunitense Nicholas Mayall, da cui il nome, nell'osservatorio Lick il 13 marzo 1940 utilizzando il Crossley, telescopio in uso dal 1895 al 2010. Inizialmente venne descritto come un particolare esemplare di nebulosa dalle sembianze di un punto interrogativo. Originariamente fu teorizzato fosse una galassia interagente con medium intergalattico mentre ora si pensa che rappresenti la collisione tra due galassie che abbia dato come risultato un nuovo oggetto costituito da una galassia a forma di anello con una coda che emerge da essa. Si ritiene che la collisione tra le due galassie abbia generato un'onda d'urto che, attirando la materia verso il centro, è alla base della formazione dell'anello.
Un'immagine di Arp 148 presa dal telescopio Hubble, insieme ad altre 59, è stata inclusa nella foto celebrativa in occasione del diciottesimo anniversario del telescopio.